# Середин-Сабатин, Афанасий Иванович
Афанасий Иванович Середин-Сабатин (1860, Лубны — 1921) — русский архитектор, работавший в Корее.

## Биография

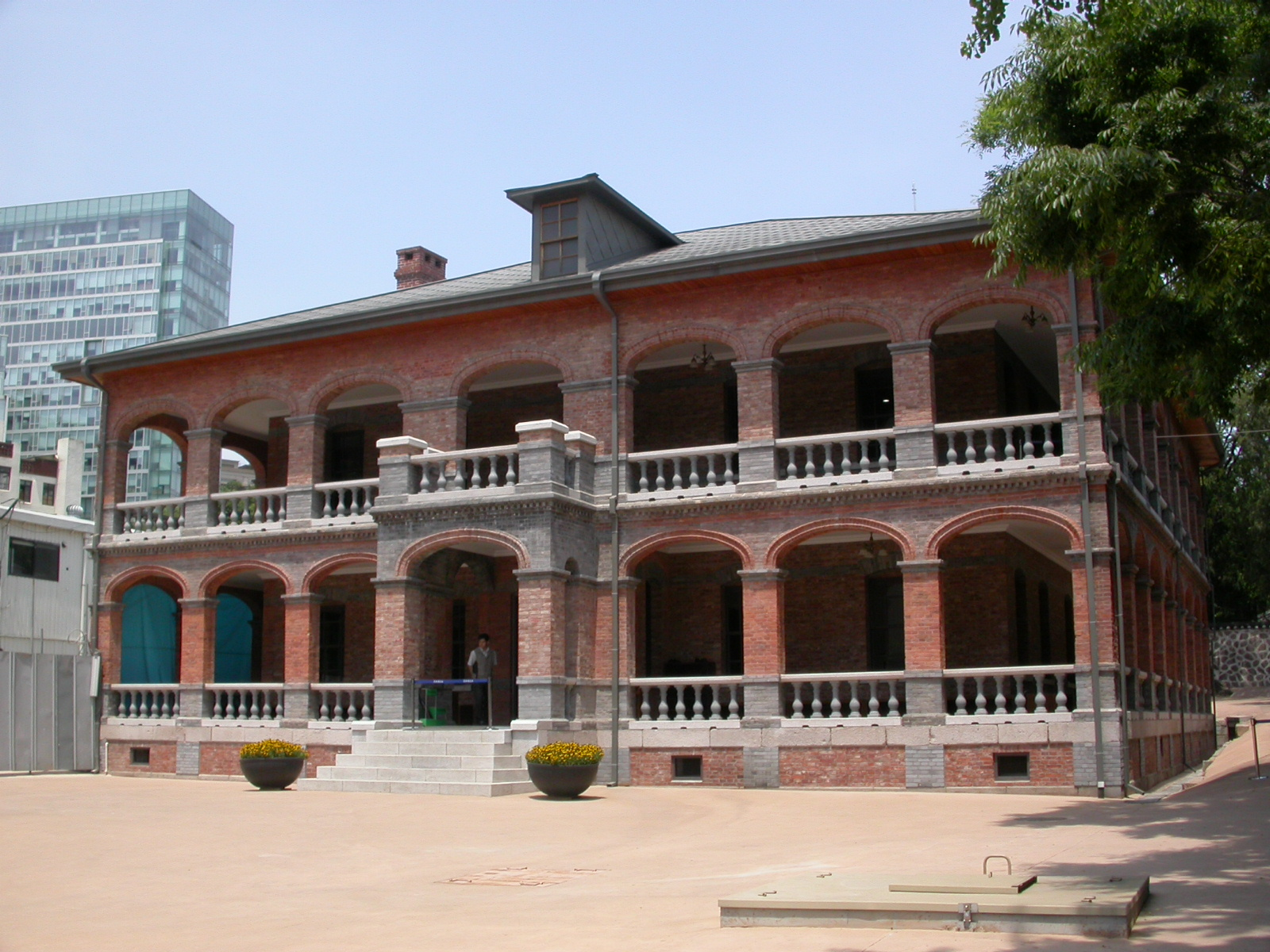
Чунмёнджон

Отец — Иван Васильевич Середин-Саббатин (фамилия изначально писалась именно так). Благородного происхождения из Полтавской губернии Украины, где его семья владела поместьем с крепостными. Они жили в городе Лубны той же губернии и владели в городе собственностью. Мать — первая жена И. В. Середина-Сабатина (имя неизвестно) была из простого люда и родом из Запорожских казаков. Отец рано развёлся с матерью Афанасия, а мачеха была жестока по отношению к пасынку, и в 14 лет он отправился жить к дяде в Петербург. В столице он посещал Академию художеств в течение года, а также архитектурный университет (неизвестно, какой). Однако перед самым выпуском из университета он повздорил с профессором и остался без диплома. Без свидетельства он не мог работать архитектором и поступил в Морской кадетский корпус, по окончании которого стал штурманом «русского восточного флота» на Дальнем Востоке. Там он познакомился со своей будущей женой.
Лидия Христиановна Шалич была из немецко-польского рода, лютеранка, родом из Галиции, принявшая православие, когда выходила замуж. Она обладала очень хорошим голосом — контральто и часто пела на концертах. К тому же она хорошо плавала и любила подолгу ходить пешком. Лидия дала образование четырём своим детям. Умерла в 1936 году в Шанхае.
Афанасий провёл некоторое время в плавании и прибыл в Корею в 1883 году из Шанхая. Был нанят руководителем корейских таможен немецким бароном Паулем Георгом фон Меллендорфом для «землемерной съёмки в иностранном сеттльменте и строительства дворцов». В договоре с Серединым его должность была обозначена как «управляющий строительством» (ёнджо кёса). Поселившись в Чемульпо, который представлял собой в то время рыбацкую деревню, он участвовал в разработке генерального плана строительства, одобренного Коджоном и подписанного 9 ноября 1888 года консулами семи иностранных государств. В конце 1883 года Середин составил свой первый проект — здание морской таможни. Одним из крупнейших его проектов стало строительство Здания русской дипломатической миссии, завершённого в 1888 году. В 1894 году он перешел на службу в главный дворец Кёнбоккун, получив должность, именуемую в корейских документах «благородный свидетель».
Во дворце он стал свидетелем убийства королевы Мин японцами. Спасаясь от мести японцев, Сабатин бежал в Китай, некоторое время пробыл в Тяньцзине , где успел поработать редактором российской газеты «Говень-бао». Он также построил несколько летних домов в городе Пейтахо в Китае.
В то время, когда монарх скрывался в здании Русской миссии, Сабатин получил заказ на проектирование Ворот Независимости (Тонниммун), символизировавших окончание зависимости от Китая после окончания японо-китайской войны.
В 1896‑1899 годах А. И. Середин-Сабатин был придворным архитектором Коджона. В этот период им были спроектированы и построены пять зданий европейского типа для дворца Токсугун: «Павильон умиротворённого созерцания», здание малых приёмов «Дворец доброты и милости», «Павильон девяти достижений», «Беседка зелёного бамбука» и библиотека «Дворец проникающего света». Из них сохранился полностью только «Павильон умиротворённого созерцания».
В конце 1890-х годов Середин оставил службу у Коджона и возвратился в Инчхон. Последними работами Середина стали построенные в 1902 году Дипломатический клуб в Инчхоне и отель «Зонтаг». С началом Русско-японской войны он впал в депрессию, оставил жену, четырёх дочерей и сына и уехал во Владивосток, где работал сотрудником газеты «Дальний Восток», а потом куда-то в европейскую часть России. Он умер в 1921 году, и место смерти неизвестно — либо Ростов-на-Дону, либо Волгоград.
Афанасий любил охотиться со своим 10-калиберным двуствольным ружьём. Был превосходным пловцом (спас несколько тонущих), замечательным теннисистом и неутомимым ходоком пешком. По воспоминаниям родственников, в нём не хватало чувства ответственности и, несмотря на множество талантов, семья часто попадала в тяжкие финансовые неурядицы.

## Здания
За 20 лет жизни в Корее Середин-Сабатин разработал 16 проектов и участвовал в строительстве значительных для истории Кореи сооружений, 6 из них сохранились и имеют большую историческую ценность.

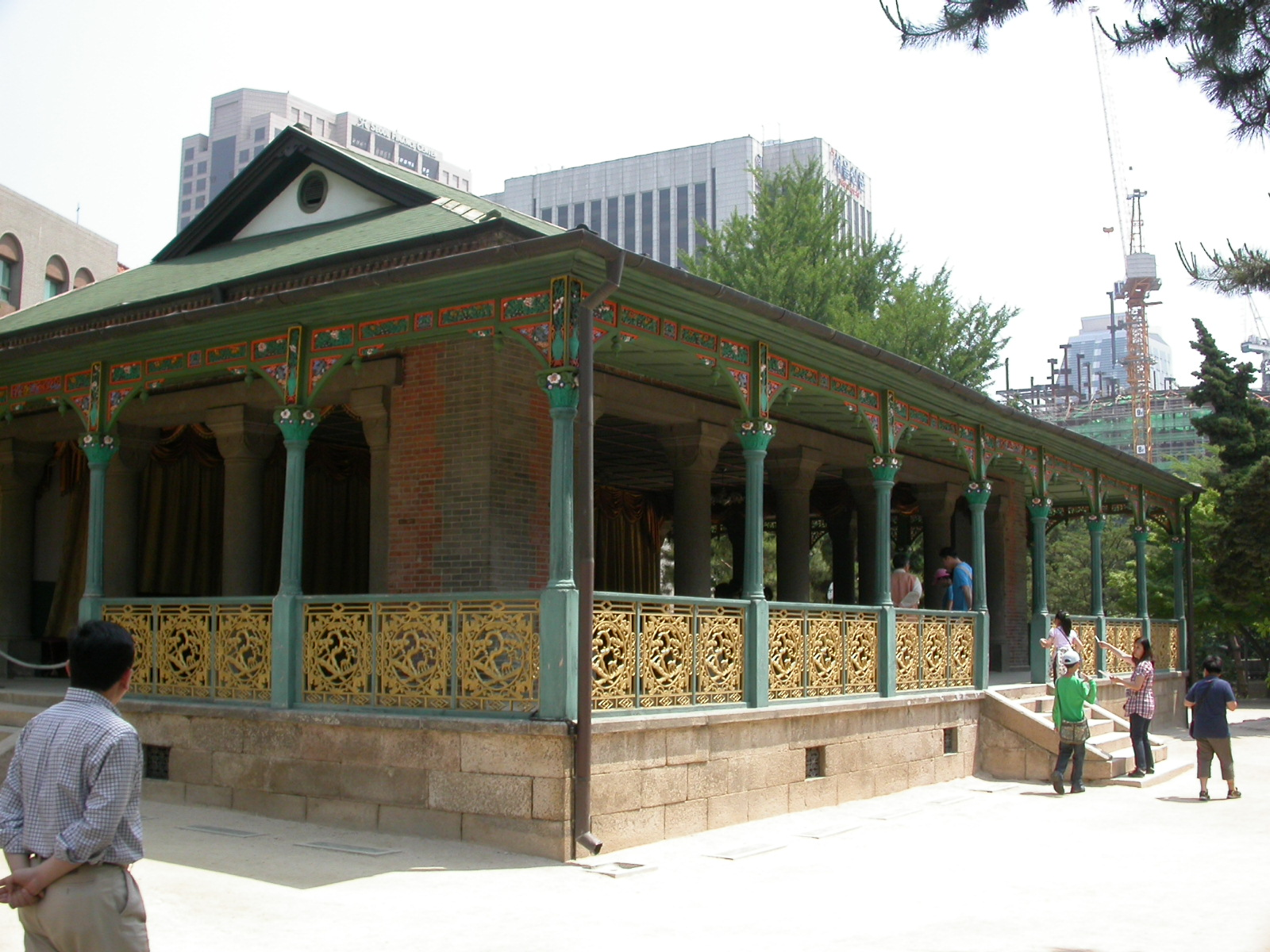
Павильон умиротворённого созерцания

- Парк Каккук (первоначальное название, затем парк Чаю или Парк Свободы), Инчхон. Завершён в 1888 году. Он был открыт для всех желающих. До этого парки в Корее были лишь при дворцах и вокруг королевских гробниц.[1]
- Клуб Чемульпо, Инчхон. Завершён в 1889 году.
- Отель «Зонтаг» (англ. Sontag Hotel), Сеул. Первый европейский отель в Корее. Разрушен.

Императорский Дворец Токсугун:
- Павильон Чонгванхон (정관헌, «Кофейный Павильон», Павильон умиротворённого созерцания). Завершён в 1900.
- Чунмёнджон (중명전, «Дворец проникающего света»). (кор. Королевская Библиотека и банкетный зал). Завершён в 1900 году. Служил для приёма иностранных посланников и был первым зданием в западном стиле в Королевском Дворце.

- Дипломатический клуб Чемульпо, Инчхон. Завершён в 1901.
- Здание русской дипломатической миссии

Принимал участие в строительстве Мёндонского собора и Арки независимости в Сеуле.
Состоя одно время на корейской придворной службе, Середин-Сабатин проживал во дворце Кёнбоккун и был непосредственным свидетелем убийства японцами королевы Мин 8 октября 1895 года, и его письменное свидетельство сегодня является главным источником информации об этом крупнейшем событии корейской истории нового времени.